# Dorylaea saundersi
Dorylaea saundersi är en kackerlacksart som först beskrevs av Hanitsch 1923.  Dorylaea saundersi ingår i släktet Dorylaea och familjen storkackerlackor. Inga underarter finns listade i Catalogue of Life.